# Jembrana nawae
Jembrana nawae är en insektsart som beskrevs av Kato 1933. Jembrana nawae ingår i släktet Jembrana och familjen spottstritar. Inga underarter finns listade i Catalogue of Life.